# Nazionale femminile di calcio della Repubblica del Congo
La nazionale di calcio femminile della Repubblica del Congo è la rappresentativa calcistica femminile internazionale della Repubblica del Congo, gestita dalla locale federazione calcistica (FECOFOOT).
In base alla classifica emessa dalla FIFA il 15 marzo 2024, la nazionale femminile occupa il 111º posto del FIFA/Coca-Cola Women's World Ranking.
Come membro della Confédération Africaine de Football (CAF) partecipa a vari tornei di calcio internazionali, come al campionato mondiale FIFA, alla Coppa delle nazioni africane, ai Giochi olimpici estivi e ai tornei a invito. Fa, inoltre, parte della UNIFFAC, una confederazione che raggruppa le federazioni dell'Africa centrale.

## Storia
Nel 1991 la nazionale congolese venne prima iscritta e poi ritirata dalla prima edizione del campionato africano. Disputò la prima partita ufficiale il 30 maggio 2004 pareggiando 2-2 contro la Guinea Equatoriale, valida come andata del turno preliminare delle qualificazioni al campionato africano 2004. Dopo aver superato il turno, venne eliminata nel turno successivo dal Camerun. Due anni dopo la nazionale venne ritirata prima della disputa del turno finale di qualificazione al campionato africano 2006, previsto contro il Ghana.
Nel 2008, dopo aver passato il primo turno di qualificazione grazie al ritiro del Burundi, la nazionale congolese superò nel secondo turno la RD del Congo, qualificandosi per la prima volta alla fase finale del campionato africano. Sorteggiate nel gruppo A assieme alle padrone di casa della Guinea Equatoriale, al Camerun e al Mali, le Diablesses rouges vennero eliminate nella fase a gruppi dopo aver concluso al terzo posto: vinsero la partita d'esordio contro le maliane, ma persero le altre due.
Non partecipò alle successive quattro edizioni del campionato africano, ridenominato Coppa delle nazioni africane nel 2016. Tornò a disputare le qualificazioni nel 2018, venendo eliminata nel secondo turno dal Camerun. Alle qualificazioni all'edizione 2022 l'eliminazione giunse già al primo turno contro il Gabon per la regola dei gol fuori casa.

## Partecipazione ai tornei internazionali
Legenda: Grassetto: Risultato migliore, Corsivo: Mancate partecipazioni